# Sapore di mare
Pour l’article homonyme, voir Sapore di mare (télévision) (it) pour l'émission sur Canale 5 pendant les années 1990..
Pour plus de détails, voir Fiche technique et Distribution.
Sapore di mare est une comédie romantique italienne réalisée en 1982 par Carlo Vanzina et sortie en 1983.

## Synopsis
Eté 1964 : un groupe de jeunes de la bourgeoisie moyenne en vacances à Forte dei Marmi (Versilia). Les deux Pucci, de Toscane, qui font la paire ; Maurizio, un Romain très attaché à la nourriture ; Gianni, Génois, l’intellectuel de la bande ; Selvaggia, la fiancée de Gianni ; Giorgia, la plus jeune de la bande ; la famille Carraro de Milan ; Luca, toujours prêt à faire des blagues, souvent aux dépens du maître-nageur Morino ; Felicino, arrivé sur la plage avec une nouvelle conquête anglaise, Susan ; la famille Pinardi de Naples, qui vient pour la première fois en Versilia, avec le chef de famille, sa femme et leurs enfants Marina et Paolo, le lourdaud du groupe ; enfin, Cecco, le photographe, toujours prêt à immortaliser une situation.
Les histoires entremêlées de ces divers personnages sont présentées sur fond musical des titres à succès de l'époque.
Le film se conclut vingt ans après, avec un bref épilogue sur chaque personnage, pendant l'été 1982 à La Capannina, avant les notes nostalgiques de Celeste nostalgia de Riccardo Cocciante.

## Fiche technique
- Titre : Sapore di mare
- Réalisateur : Carlo Vanzina
- Producteur : Claudio Bonivento pour International Dean Film,
  - Distribution en Italie : Medusa Distribuzione
- Photographie : Beppe Maccari
- Montage : Raimondo Crociani
- Musique : Edoardo Vianello, Mariano Perrella
- Costumes : Silvio Laurenzi
- Durée : 92 min

## Distribution
- Jerry Calà : Luca
- Marina Suma : Marina
- Virna Lisi : Adriana Balestra
- Christian De Sica : Felicino
- Karina Huff : Susan
- Isabella Ferrari : Selvaggia
- Angelo Cannavacciuolo : Paolo
- Paolo Baroni : jeune Pucci
- Angelo Maggi : jeune Pucci
- Gianni Ansaldi : Gianni
- Giorgia Fiorio : Giorgia
- Giorgio Vignali : Maurizio
- Ugo Bologna : commendator Carraro
- Gianfranco Barra : père de Paolo et Marina
- Annabella Schiavone: mère de Paolo et Marina
- Guido Nicheli : époux d'Adriana
- Enio Drovandi : Cecco le photographe
- Ennio Antonelli : le maîte-nageur Morino
- Edoardo Vianello : lui-même

### Doubleurs en italien
- Pino Locchi : narrateur
- Franco Odoardi : le maîte-nageur Morino